# Harper, Kansas
Harper là một thành phố thuộc quận Harper, tiểu bang Kansas, Hoa Kỳ. Năm 2010, dân số của xã này là 1473 người.